# Avenue Reille
L'avenue Reille est une voie située dans le quartier du Parc-de-Montsouris du 14e arrondissement de Paris.

## Situation et accès
L'avenue Reille est une voie publique située dans le sud-est du 14e arrondissement de Paris. Elle débute à l'est sur la place Coluche, à la limite avec le 13e arrondissement, puis s'oriente vers le sud-ouest sur environ 240 m jusqu'à sa rencontre avec la rue Gazan, au niveau du parc Montsouris. Elle change alors de direction, suivant le côté nord du parc, en direction de l'ouest-sud-ouest. Elle se termine à la rencontre avec la rue de la Tombe-Issoire, sur la place Jules-Hénaffe. Au total, l'avenue est longue de 890 m et large de 22 m.
Les numéros d'immeubles débutent au nord-est, sur la place Coluche, et croissent en se dirigeant vers le sud et l'ouest, vers la rue de la Tombe-Issoire. Comme d'usage à Paris, lorsqu'on remonte la rue, les numéros impairs sont situés à gauche et les numéros pairs à droite.
Du sud au nord, l'avenue Reille est traversée ou rejointe par les voies suivantes :
- nos 1 et 2 : place Coluche (au débouché également de la rue de l'Amiral-Mouchez) ;
- nos 4-6 : impasse Reille ;
- no 23 : place Jacques-Debu-Bridel, rue Lemaignan et rue Gazan ;
- nos 40-52 : avenue de la Sibelle et place Mohamed-Bouazizi ;
- nos 25 et 48-60 : rue Nansouty (côté impair) et avenue René-Coty (côté pair) ;
- nos 51-53 : square de Montsouris ;
- fin de rue : place Jules-Hénaffe et rue de la Tombe-Issoire.

Les transports en commun les plus proches de l'avenue Reille sont :
- tramway : ligne 3a, arrêt Montsouris (400 m au sud) ;
- RER : ligne B, gare de Cité universitaire (700 m au sud) ;
- métro : ligne 4, station Porte d'Orléans (700 m à l'est).

## Origine du nom

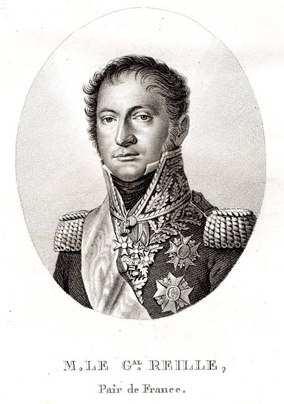
Honoré Charles Reille.

Elle porte le nom du maréchal de France Honoré Charles Reille (1775-1860).

## Historique
L'avenue est ouverte, à proximité de la rue Militaire de l'enceinte de Thiers, en février 1865 et prend sa dénomination par décret du 2 mars de la même année . Dans le projet initial, la voie aurait dû être prolongée jusqu’à la porte d'Orléans.
Une partie de l'avenue délimitait la ZAC Alésia-Montsouris.

## Bâtiments remarquables et lieux de mémoire
L'avenue Reille abrite les sites particuliers suivants :
- no 5 :  le Yan’ Club, installé dans d’anciennes écuries, est un cercle privé où se réunissent des Arméniens pour des déjeuners, des dîners et diverses manifestations culturelles[3] ;
- parc Montsouris, longé sur tout son côté nord ;
- no 32 : chapelle Sainte-Jeanne-d'Arc ;
- entre les nos 40 et 42 : reste de l'aqueduc de Lutèce ;
- no 44 : reste de l'aqueduc Médicis ;
- entre les nos 44 et 46 : pont de la ligne du RER B, franchissant l'avenue ;
- nos 51 et 53 : square de Montsouris ;
- no 53 : Maison Ozenfant, dessinée par les architectes Le Corbusier et Pierre Jeanneret, en 1923, pour le peintre Amédée Ozenfant. Il s'agit d'une construction dans le style « paquebot » de l'école Art déco[4] ;
- nos 59 à 67 : Institut Mutualiste Montsouris (fin XXe siècle), dont l'entrée se trouve sur le boulevard Jourdan. Le terrain, situé depuis son annexion par la ville de Paris (1860) dans le quartier du Parc-Montsouris, appartenait encore au Petit-Montrouge, territoire de la commune de Montrouge, lorsque l'État en fit l'acquisition en 1841 et que le « dépôt de remonte de Montrouge » et l'« école de dressage de Montrouge » — où étaient entraînés les chevaux destinés à l'armée — y furent créés. Sous le sol de ce terrain traversent, en diagonale, du sud-est au nord-ouest, la canalisation qui conduit les eaux de la Vanne au réservoir de Montsouris (1874), et d'est en ouest le « tunnel de Montsouris » de la ligne ferroviaire de la Petite-Ceinture[5].
- no 60 : réservoir de Montsouris, longé sur tout son côté sud.

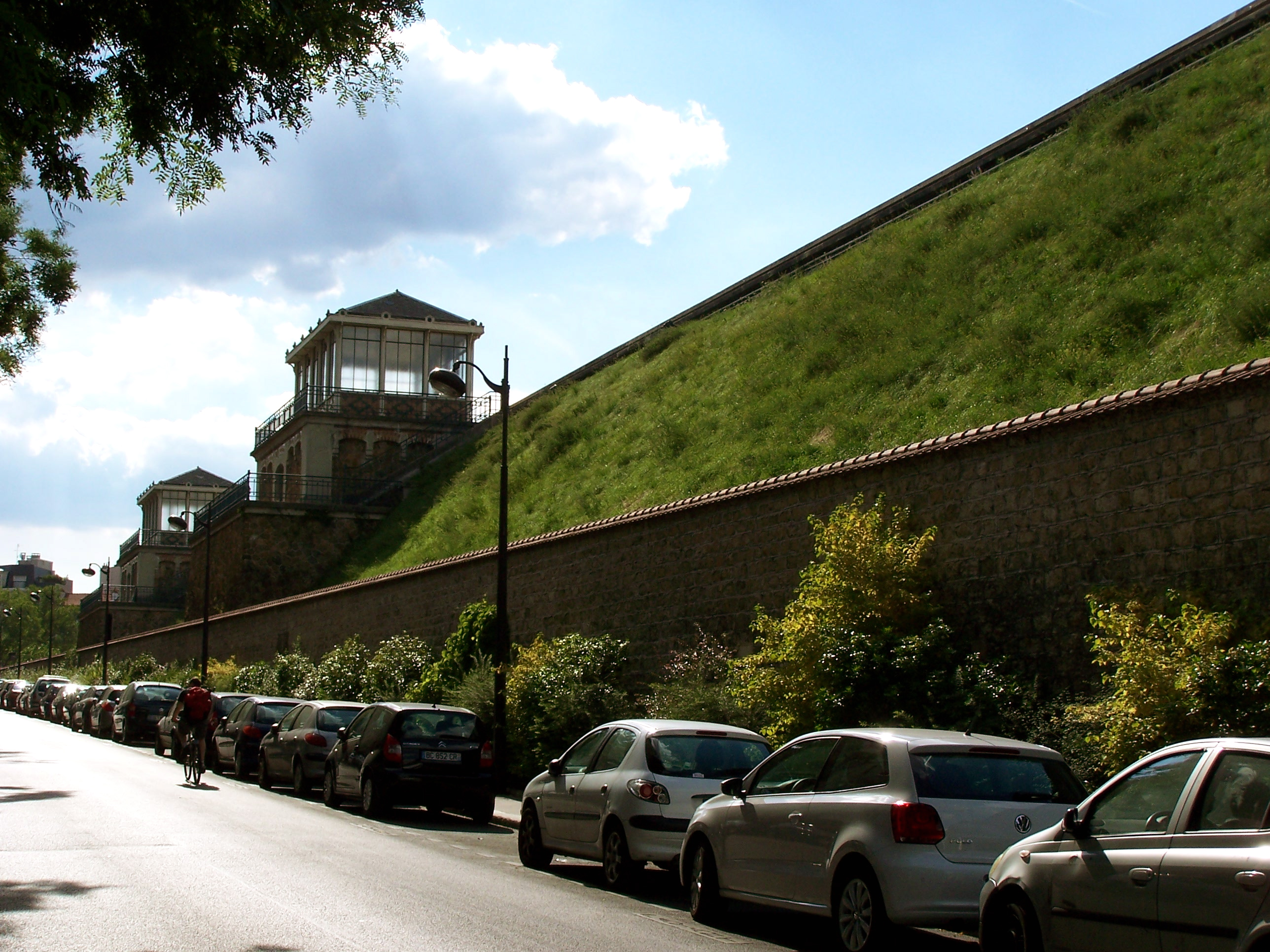
Le réservoir de Montsouris.
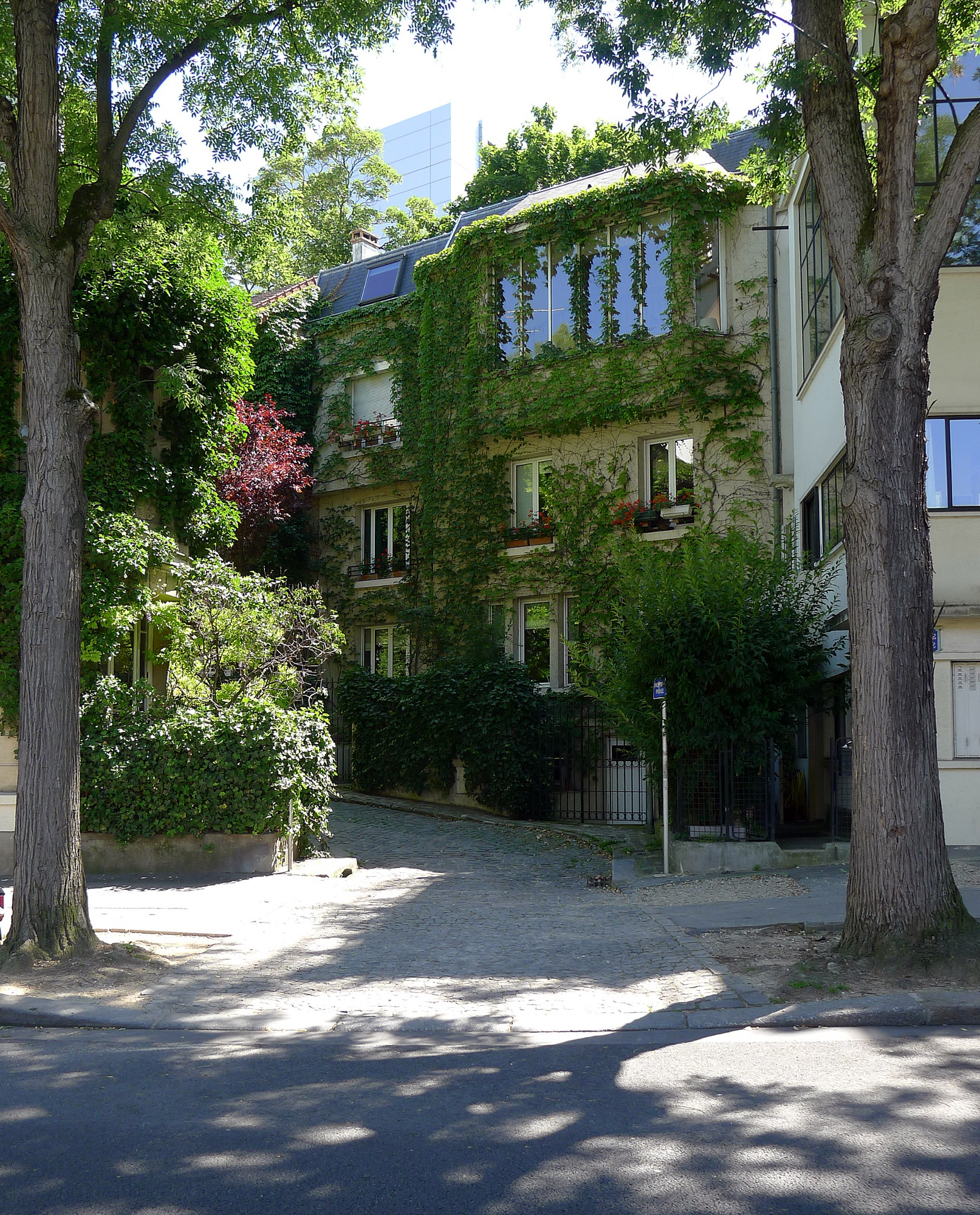
Entrée du square de Montsouris.